# Euxoa nigrina
Euxoa nigrina là một loài bướm đêm trong họ Noctuidae.